# Corina Yoris
Corina Yoris Villasana (Caracas, 17 de marzo de 1944) es una filósofa, profesora, académica y política venezolana. Yoris fue la candidata de la Plataforma Unitaria en las elecciones presidenciales de Venezuela del 28 de julio de 2024, como representante de la política venezolana María Corina Machado, quien fue inhabilitada políticamente por el gobierno venezolano para ejercer cargos políticos, pero su candidatura fue bloqueada por el Consejo Nacional Electoral sin una razón jurídica, y finalmente la alianza opositora logró inscribir al diplomático Edmundo González.
De ideología liberal, Yoris se presentó a las elecciones como candidata independiente. Yoris es miembro de la Academia Venezolana de la Lengua y de diversas organizaciones académicas del área de la filosofía, lógica y letras.

## Biografía

### Trayectoria académica
Corina Yoris Villasana, nació en Caracas y es licenciada en Letras y Filosofía por la Universidad Católica Andrés Bello (UCAB) en 1980 y 1981 respectivamente, donde también obtuvo su doctorado en Historia en 1999. Posee una maestría en Literatura Latinoamericana de la Universidad Simón Bolívar (USB) en 1993 y otra en Lógica y Filosofía de la Ciencia de la Universidad de Salamanca, España. Su trabajo final de maestría, titulado «Analogía y fuerza argumentativa», fue galardonado con el «Premio a la Investigación Filosófica Federico Riu» en la categoría de Ensayo Corto.
Yoris ocupó el cargo de directora de la Escuela de Filosofía de la UCAB entre 1992 y 1998, directora del postgrado de Filosofía a partir de 1997 y del Área de Humanidades y Educación en el postgrado de la UCAB entre 2007 y 2011. Además, ha sido columnista de El Nacional y profesora Nivel VII adscrita al Departamento de Estudios Políticos de la Universidad Metropolitana.
A nivel institucional, ha desempeñado varios roles tanto en instituciones nacionales como internacionales. Fue presidenta de la Sociedad Venezolana de Filosofía y de la Sociedad Venezolana de Lógica, miembro de la Academia Mexicana de Lógica, vocal de la Sociedad Interamericana de Filosofía, miembro de la International Étienne Gilson Society y vicepresidenta para América del Sur de la Red Iberoamericana de Filosofía. El 19 de marzo de 2024 fue nombrada como miembro de número de la Academia Venezolana de la Lengua, específicamente el sillón «O», que fue ocupado, entre otros, por Rómulo Gallegos, primer presidente venezolano electo por votación universal.
Ha sido reconocida por su trayectoria académica por el Instituto de Estudios Superiores de Estagira, ubicado en Michoacán, México como profesora distinguida. Yoris es autora de más de 60 artículos publicados en revistas indexadas, así como autora de seis libros.

### Familia
Estuvo casada con el también filósofo, abogado y profesor universitario uruguayo Eduardo Piacenza, fallecido el 7 de mayo de 2011, de quien se divorció el 12 de julio de 2007. Yoris tiene 3 hijos y 7 nietos.

## Carrera política
El 9 de noviembre de 2022 fue designada por la Plataforma Unitaria como miembro principal de la Comisión Nacional de Primarias tras ser propuesta por el candidato César Pérez Vivas y el también académico Nelson Chitty La Roche, cuya función fue organizar las elecciones primarias de la coalición opositora.
En el marco de las elecciones presidenciales de Venezuela, previstas para el 28 de julio de 2024, María Corina Machado, candidata opositora controversialmente inhabilitada por la Contraloría General de la República, anunció el 22 de marzo desde su comando de campaña a Yoris como candidata de la Plataforma Unitaria y Un Nuevo Tiempo, únicas organizaciones políticas habilitadas por el órgano electoral para participar en los comicios, así como otros sectores de la oposición venezolana aglutinados en la Gran Alianza Nacional (GANA). Yoris, a diferencia de otros dirigentes opositores, no ha ocupado cargos en la administración pública, no ha militado en partidos políticos y se encuentra habilitada políticamente de acuerdo con el sistema del Consejo Nacional Electoral.Desde su proclamación como candidata, se generaron diversas noticias falsas señalando que Yoris poseía dos nacionalidades, venezolana y uruguaya, lo cual desmintió posteriormente, afirmando que nació en Venezuela de padres venezolanos y que nunca ha tenido otra nacionalidad más allá de la venezolana.Se ha señalado a la propaganda oficial como responsable de difundir dicho bulo para descalificar a Yoris, pues el artículo 41 de la Constitución venezolana indica que para ser presidente se debe poseer únicamente la nacionalidad venezolana.
El 23 de marzo, María Corina Machado denunció que las tarjetas de PU y UNT no han podido acceder al sistema automatizado del CNE para la inscripción de la candidatura de Yoris, lo que calificó de «maniobra» de parte del gobierno para impedir dicha inscripción.

### Posiciones políticas
Yoris es liberal, afirmando en 2018: «creo firmemente en el ejercicio de la libertad individual; creo en la responsabilidad de los propios actos; creo en el respeto de los derechos de los demás; creo en la separación de poderes; creo en la libertad para escoger mi propio modo de vida». En 2020 fue ponente en una serie de charlas denominada Una visión liberal del Derecho, auspiciada por la Universidad Católica Andrés Bello.
Yoris se opone al socialismo y al comunismo; dice que el libre mercado regula los precios, que el comunismo fue responsable de la muerte de millones y que la ideología resultó en la división de Venezuela.

## Publicaciones académicas
- Yoris, Corina (2005). Introducción a la lógica problemario. Universidad Católica Andrés Bello. ISBN 978-980-244-109-9.
- Yoris-Villasana, C. (2004). El Caribe tiene nombre de mujer: identidad cultural en la literatura del Caribe anglófono: Jean Rhys. Venezuela: Grupo Editorial Eclepsidra.
- Yoris-Villasana, Corina (2000). «Interpretación de algunos cambios en la teoría lingüística desde la concepción de ciencia de Karl Popper». Revista de filosofía 17 (36): 75-88. ISSN 0798-1171.
- Yoris-Villasana, Corina (2004). 18 de octubre de 1945: legitimidad y ruptura del hilo constitucional. Universidad Católica Andrés Bello. ISBN 978-980-6396-19-7.
- Yoris-Villasana, C. (2004). 18 de octubre de 1945: legitimidad y ruptura del hilo constitucional. Venezuela: Academia Nacional de la Historia.
- Corina, Y. (2007). El ejercicio filosófico de Ernesto Maiz Vallenilla a partir de su concepción del hombre del Nuevo Mundo. Apuntes Filosóficos, (31).
- Yoris-Villasana, C. (2012). Violencia y falacias en el discurso político. Comunicación: estudios venezolanos de comunicación, 158, 44-47.c
- Yoris-Villasana, C. (2014). Analogía y fuerza argumentativa. Venezuela: Universidad Católica Andrés Bello.
- Yoris-Villasana, C. (2014). Argumentando bien, construimos ciudadanía. Episteme, 34(1), 85-96.
- Yoris-Villasana, C. (2020). La fuerza de los argumentos y la perspectiva retórica. Revista Iberoamericana de Argumentación, (21), 1-30.